# Liste des dirigeants des régions, communautés et provinces de la Belgique
Cette page dresse la liste, d’une part, des dirigeants actuels des trois régions (Bruxelles-Capitale, Région flamande et Région wallonne) et des trois communautés (flamande, française et germanophone) de la Belgique, d’autre part, des dirigeants des dix provinces du pays et de l’arrondissement de Bruxelles-Capitale[Quand ?].

## Ministres-présidents des régions et des communautés
| Région et/ou communauté                | Poste                                                        | Nom                 | Nom | Parti | Parti | Depuis            |
| -------------------------------------- | ------------------------------------------------------------ | ------------------- | --- | ----- | ----- | ----------------- |
| Région de Bruxelles-Capitale           | Ministre-président de la région de Bruxelles-Capitale        | Rudi Vervoort       |     |       | PS    | 7 mai 2013        |
| Communauté française                   | Ministre-président de la Communauté française de Belgique    | Pierre-Yves Jeholet |     |       | MR    | 17 septembre 2019 |
| Communauté germanophone                | Ministre-président de la Communauté germanophone de Belgique | Oliver Paasch       |     |       | ProDG | 30 juin 2014      |
| Région flamande et Communauté flamande | Ministre-président du gouvernement flamand                   | Jan Jambon          |     |       | N-VA  | 2 octobre 2019    |
| Région wallonne                        | Ministre-président du gouvernement wallon                    | Elio Di Rupo        |     |       | PS    | 13 septembre 2019 |

## Gouverneurs des provinces et de l’arrondissement de Bruxelles-Capitale
Depuis 2014, il n'existe plus de « gouverneur de l'arrondissement de Bruxelles-Capitale », mais un « haut fonctionnaire de l'arrondissement de Bruxelles auprès de Bruxelles Prévention et Sécurité », chargé de missions de sécurité civile, de l'élaboration de plans relatifs aux situations d'urgence ainsi qu'à la coordination de la sécurité et à l'harmonisation des règlements communaux de police
| Province            | Poste                                            | Nom               | Nom | Parti | Parti   | Depuis             |
| ------------------- | ------------------------------------------------ | ----------------- | --- | ----- | ------- | ------------------ |
| Anvers              | Gouverneur de la province d'Anvers               | Cathy Berx        |     |       | CD&V    | 1er mai 2008       |
| Brabant flamand     | Gouverneur de la province de Brabant flamand     | Jan Spooren       |     |       | N-VA    | 1er septembre 2020 |
| Brabant wallon      | Gouverneur de la province de Brabant wallon      | Gilles Mahieu     |     |       | PS      | 1er octobre 2015   |
| Bruxelles-Capitale  | [ 3 ]                                            | Sophie Lavaux     |     |       | SE      | 26 juillet 2021    |
| Flandre-Occidentale | Gouverneur de la province de Flandre-Occidentale | Carl Decaluwé     |     |       | CD&V    | 1er février 2012   |
| Flandre-Orientale   | Gouverneur de la province de Flandre-Orientale   | Carina Van Cauter |     |       | OpenVLD | 1er septembre 2020 |
| Hainaut             | Gouverneur de la province de Hainaut             | Tommy Leclercq    |     |       | PS      | 12 septembre 2013  |
| Liège               | Gouverneur de la province de Liège               | Hervé Jamar       |     |       | MR      | 1er octobre 2015   |
| Limbourg            | Gouverneur de la province de Limbourg            | Jos Lantmeeters   |     |       | N-VA    | 1er septembre 2020 |
| Luxembourg          | Gouverneur de la province de Luxembourg          | Olivier Schmitz   |     |       | LE      | 1er février 2016   |
| Namur               | Gouverneur de la province de Namur               | Denis Mathen      |     |       | MR      | 8 janvier 2007     |

### Adjoint au gouverneur
En Brabant-Flamand, et dans cette seule province, Il y a adjoint au gouverneur, dont le rôle est de vérifier l'application des lois et règlements sur l'emploi des langues en matière administrative et scolaire. Le poste est occupé par Valérie Flohimont depuis 2005,.

### Vice-Gouverneur
L'arrondissement administratif de Bruxelles-Capitale possède également un vice-gouverneur qui outre le même rôle qu'en Brabant-Flamand remplace également le gouverneur en cas d'absence. Le poste est occupé par Jozef Ostyn depuis 2013.